# Operacija Oluja – Obruč
Operacija Oluja – Obruč bila je osloboditeljska akcije hrvatske vojske i specijalne policije. Radilo se o čišćenju terena od zaostalih, skrivenih i ubačenih neprijatejskih vojnika i naoružanih civila. Trajala je od kolovoza do listopada 1995. godine. Organizirana je radi pretraživanja terena da bi se osigurao od zaostalih pripadnika protivničke, pobunjeničke srpske strane, ali i kako bi se s oslobođenog područja uklonilo zaostalo oružje, streljivo, vojna vozila.

## Uvodne okolnosti
Premda su Hrvatska vojska i MUP RH izvrsno izveli oslobodilačku akciju, neprijatelj nije bio u potpunosti zbrisan. Zbog logike vojnog napredovanja, hrvatske su snage morale stalno ići naprijed bez prestanka, radi sprječavanja toga da se neprijatelj pribere, preorganizira i krene u protunapad. 
Dok su vojne snage pobunjeničke paradržave (t.zv. 21. Kordunski korpus SVK) 8. kolovoza potpisale u Gornjem Viduševcu bezuvjetnu predaju i priznavala pobjedu Hrvatske vojske, u Srbiji nisu mirovali. Vrhovno vijeće obrane SRJ ("Vrhovni savet odbrane Jugoslavije") održao je sjednicu na kojoj je nazočio cijeli politički i vojni vrh Srbije i Crne Gore. Jedina točke dnevnog reda bila je vojno-politička situacija i prijedlozi mjera glavnog stožera ("Generalštaba") Vojske Jugoslavije. Budući da je operacijom Olujom Hrvatska praktično onemogućila ikakvo organizirano frontalno vojno sučeljavanje, glavni stožer srpsko-crnogorske države odlučio je prijeći na gerilsku taktiku. Planirao je stvoriti terorističke postrojbe četnika, koje bi po „partizanskome modelu“ u Hrvatskoj vodile gerilski rat. Cilj terorističkoga djelovanja na hrvatskome tlu bio je povrat „izgubljenih srpskih teritorija“ u budućnosti. Plan je bio terorističkim akcijama držati hrvatsku državu u stanju trajne nestabilnosti te davati osnovu svim protivnicima hrvatske samostalnosti u svijetu za stalne pritiske na hrvatsku vlast.
Pitanje srpske države u državi, osim terorom, trebalo je držati stalno otvorenim i političkim aktivnostima srpskih političkih predstavnika koji su godine ratnoga sukoba iskoristili za etabliranje u hrvatski politički sustav, kao drugi, pričuvni „ešalon“ velikosrpske politike. Stihija koja je zahvatila ovu paradržavnu tvorevinu u vrijeme Oluje dovela je do realizacije već mnogo prije pripremane Martićeve odluke o evakuaciji, čime je ovaj plan postao neizvediv. Nositeljima velikosrpske politike, koji i danas suvereno vladaju Srbijom, preostalo je tek lažno prikazivati organiziranu evakuaciju kao "etničko čišćenje koje je počinila Hrvatska".
Premda je Hrvatska oslobodila najveći dio Hrvatske, ostalo je okupirano hrvatsko Podunavlje. Osim toga, kod velikosrpskog agresora nije bila ubijena svaka volja za daljnjom borbom, pogotovo kad znamo da su se pripadnici velikosrpske agresorske vojske povukli u dio BiH koji su kontrolirali njihovi saveznici bosanski Srbi. Već od prije velikosrpske su snage pripremale napadnu operaciju Vaganj 95, tako da su već imali pripremljene vojne planove, mobiliziranu vojsku i logistiku.
Obavještajni podatci ukazivali su da su srpski časnici dobili zapovijed od Generalštaba Vojske Jugoslavije da se 8. kolovoza 1995. jave u tzv. „Glavni Štab SVK“ koji se nalazi u objektima građevinskoga poduzeća «Kozara» u Prijedoru radi daljnjih borbenih zadataka. Tamo su bili generali Ratko Mladić i Mile Mrkšić, koji su planirali daljnje vojne operacije. Njima je trebalo popraviti operativno-strateški položaj tzv. Vojske Republike Srpske prema Hrvatskoj vojsci, HVO-u i A BiH, čime bi bili stvoreni preduvjeti za ubacivanje četničkih gerilaca u hrvatska pogranična područja, kako je to planirano u Beogradu.
Nakon konsolidacije i okupljanja svih srpskih snaga, posljednji očajnički srpski napad pokrenut je 12. kolovoza. Nakon početnih uspjeha i ovladavanja prometnicom Knin – Grahovo, krvava požrtvovna borba hrvatskih pričuvnih snaga u bitci kod Grahova usporila je nadiranje najjačih srpskih snaga, što je dalo potrebno vrijeme hrvatskim snagama za protuudar, te protuudarom Hrvatske vojske i HVO-a srpski generali i srpske vojske u sljedećim mjesecima povlačit će se sve do Banje Luke.

## Djelovanje
Po završetku operacije Oluja, glavnina preostalih snaga zbornih područja Hrvatske vojske ima zadaću osiguranja hrvatske državne granice poradi sprječavanja bilo kakva srpskoga protunapada, koji je trebao uslijediti nakon reorganizacije poraženih snaga iz sastava tzv. „SVK“, uz pomoć tzv. „VRS“ iz BiH. Istodobno snage specijalne policije MUP-a dobivaju prioritetnu zadaću pronalaska i osiguranja velikih količina zaostaloga streljiva, naoružanja i drugih minsko-eksplozivnih sredstava koje je neprijatelj ostavio u bijegu, a koje je moglo biti korišteno za gerilske operacije. Glavni stožer Hrvatske vojske, na temelju obavještajnih podataka, zapovjedio je zapovjednicima zbornih područja da formiraju posebne namjenske snage za novu operaciju, čija će zadaća biti pretraga oslobođenoga terena, razbijanje zaostalih neprijateljskih skupina te potraga za skrivenim skladištima naoružanja i vojne opreme.
U operaciji koja je provedena pod kodnim nazivom „Oluja – Obruč“, hrvatske su snage prema zapovijedi oslobođeni teritorij pretraživale organizirano, planski i uzastopce. General Markač posvjedočio je kako se akcija radila kvadrat po kvadrat i svi su imali svoje zaduženje, a jer su se opravdano bojali napada iz šuma, morali su čistiti taj teren od terorista, što je bila glavna zadaća specijalne policije.
Tih su se dana na netom oslobođenom području nalazile su se mnoge zaostale terorističke skupine razjarene porazom i spremne na sve, što je umnogome ugrožavalo povratak hrvatskih prognanika. Njihov povratak, nakon višegodišnjega izgnanstva, bio je nezaustavljiv, što je nalagalo žurno uklanjanje svih sigurnosnih rizika. Da su oni itekako postojali, pokazivali su i česti napadi na policijske ophodnje i vatreni kontakti zaostalih neprijateljskih snaga s hrvatskim postrojbama. Upravo na te zaostale snage računala je Vojska Jugoslavije u svome planu gerilskoga ratovanja u Hrvatskoj. Ovom operacijom koja je trajala od završetka Oluje pa sve do sredine listopada 1995. hrvatske su snage pronašle i uništile mnoga tajna skladišta oružja i vojne opreme te uspješno spriječile produljenje sukoba i nastavak rata u Hrvatskoj.
Specijalna jedinica PU Požeško-slavonska "Trenk" je angažirana u pretragama oslobođenog područja glede pronalaska zaostalih i razbijenih neprijateljskih skupina, te skrivenog naoružanja i streljiva i to: na predjelima Petrove Gore od 12. do 15. kolovoza 1995., na predjelima nacionalnog parka Plitvice od 1. do 11. rujna 1995. godine te područja Obrovca i južnog dijela Velebita od 1. do 9. listopada 1995. godine.